# Майк Тайсон — Тони Такер
Майк Тайсон против Тони Такера —  поединок за звание абсолютного чемпиона  мира в тяжёлом весе, на кону которого впервые стояли  титулы по версиям: WBC, WBA, IBF . Бой состоялся 1 августа 1987 года  в Лас-Вегасе на арене Hilton Hotel и завершился победой Майка Тайсона.

## Перед боем
В августе 1987 года состоялся уникальный бой за звание абсолютного чемпиона мира в тяжёлом весе между непобеждённым чемпионом по версиям WBC и WBA Майком Тайсоном и непобеждённым чемпионом по версии IBF Тони Таккером. Впервые в истории тяжёлого веса встретились два действующих непобеждённых чемпиона.

## Ход главного поединка
В первом раунде Таккеру удалось то, что не удавалось ещё ни одному сопернику Тайсона, сильнейшим апперкотом он задел подбородок Тайсона, вынудив таким образом его сделать пару шагов назад, однако развить свой успех не смог. В дальнейшем Таккер избегал боя с Тайсоном, бегая от него по рингу и клинчуя. Во 2 половине боя Тайсон начал работать преимущественно левой рукой как джебист, однако это не мешало ему выигрывать раунды. В конце последнего раунда Тайсон потряс Такера левым боковым, однако Такер путём связывания рук сумел избавиться от неприятностей. Тайсон победил единогласным решением судей и стал абсолютным чемпионом мира в тяжёлом весе.

## После боя
Таккер потерпел первое поражение в карьере и установил своеобразный рекорд: он владел титулом IBF всего 64 дня. В свою очередь, Тайсон установил мировой рекорд: он стал самым молодым абсолютным чемпионом в тяжёлом весе. По окончании матча Тони Такер распространил слух, что сломал правую руку в 3 раунде, однако во время боя дала о себе знать и травма правой руки Тайсона, из-за чего ему пришлось вторую половину боя провести как джебисту, уступая сопернику в размахе рук без малого 30 см.